# Țiglă

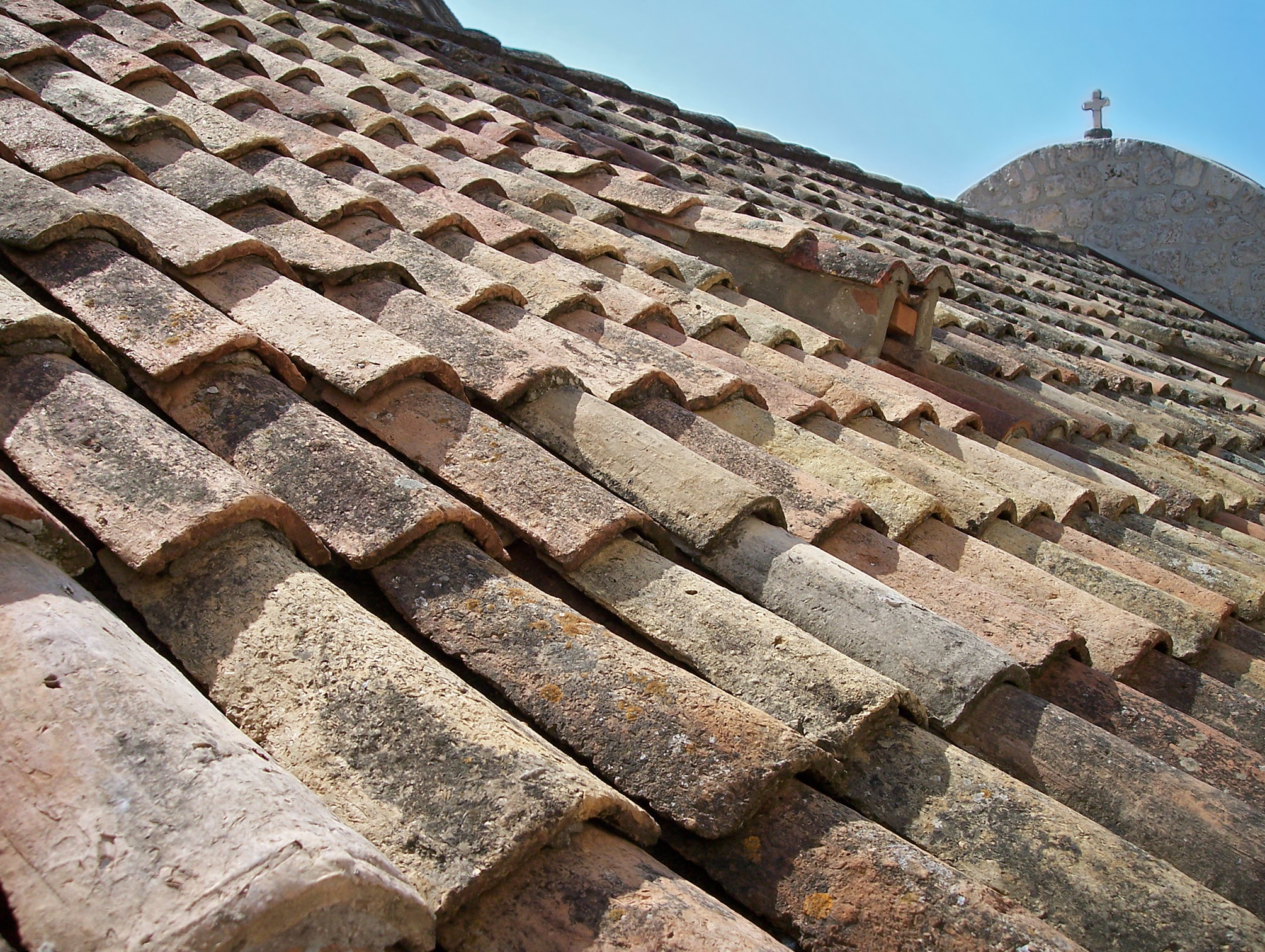
Țiglă de acoperiș în Dubrovnik, Croația

Țigla este o piesă fabricată dintr-un material rezistent la uzură, cum ar fi din argilă (cel mai des), piatră, metal, ciment sau chiar din sticlă, utilizată pentru acoperirea acoperișurilor, podelelor, pereților, dușurilor, ș.a.m.d. Alternativ, faianța se poate referi uneori la unități similare realizate din materiale ușoare, cum ar fi perlit, lemn, și vată minerală, de obicei utilizate pentru aplicații de perete și tavan. 
Țigla este adesea folosită pentru lucrări de perete și pardoseală, și poate varia de la simple dale pătrate până la mozaicuri complexe. Țiglele sunt cel mai adesea realizate din argilă arsă, de obicei, glazate pentru uz intern și neglazurate pentru acoperiș. Țigla de piatră este de obicei realizată din marmură, onix, granit sau ardezie. Plăcile mai subțiri sunt folosite mai mult pe pereți decât pe podele, care necesită suprafețe mai durabile, care vor rezista impactului.